# Reyer Venezia 1936
Questa voce raccoglie le informazioni riguardanti la Reyer Venezia nelle competizioni ufficiali della stagione 1935-1936

## Stagione
La Reyer Venezia entrò a torneo iniziato. Arrivò in finale contro il GUF Trieste dove perse. Il Guf Trieste ebbe accesso alle finali nazionali.

## Roster
- Giovanbattista Pellegrini
- Conchetto
- Guido Manzini
- Silvestri
- Battistel[1]
- Allenatore: